# Lac Isa
Pour les articles homonymes, voir ISA.
Le lac Isa (en anglais : Isa Lake) est un lac naturel situé dans le parc national de Yellowstone aux États-Unis.

## Histoire
Dans l'histoire américaine moderne, il est découvert en 1891 par Hiram M. Chittenden qui cherchait une route pour relier les bassins de geysers de Mammoth Hot Springs et d'Old Faithful. Chittenden nomma le lac d'après Isabel Jelke, bien que la raison ne soit pas très claire.

## Géographie
Ce lac est situé sur la ligne de partage des eaux nord-américaine, la Continental Divide, à proximité du col Craig Pass. Le lac Isa est considéré comme étant le seul lac au monde dont les eaux coulent « à l'envers » dans deux océans différents. La partie est du lac se jette à l'ouest, dans l'océan Pacifique, via la rivière Lewis, tandis que la partie ouest se jette à l'est, dans l'océan Atlantique, via la rivière Firehole,.